# Centre de stockage de Richard

Le centre de stockage de Richard est un centre de stockage souterrain des déchets faiblement et moyennement radioactifs en provenance de la médecine, de la recherche et de l'industrie, situé dans la mine de calcaire éponyme des hauts-plateaux de Bohême centrale, en Tchéquie.

## Localisation
Le centre de stockage est situé à environ 2,5 kilomètres au nord-ouest du centre de la ville de Litoměřice, au nord du Radobýl (en). Il est situé à environ 70 mètres sous la surface et au-dessus du niveau de la nappe phréatique.

## Histoire

### Exploitation minière et transfert des usines de production d'armement

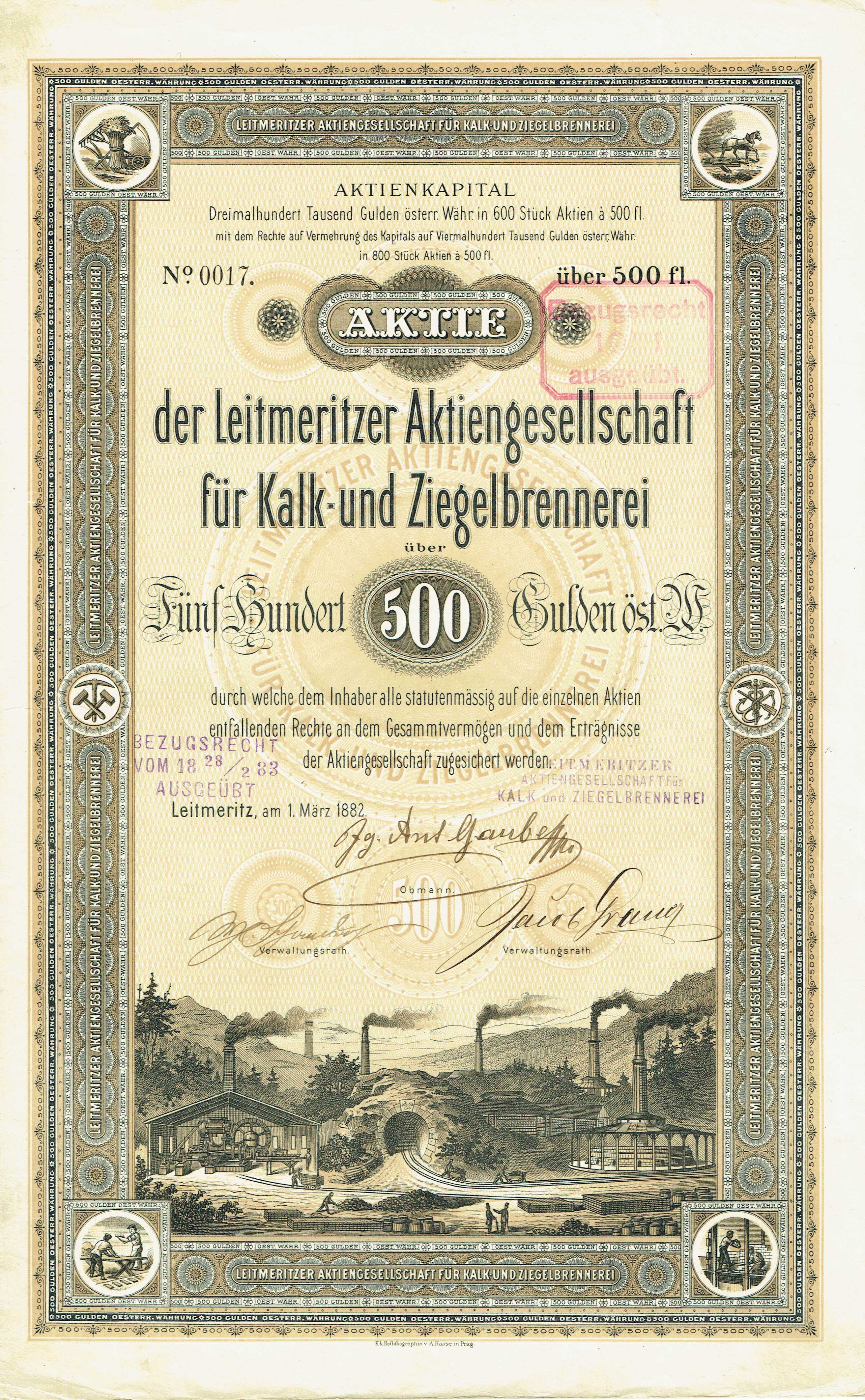
Action supérieure à 500 florins austro-hongrois de la en date du 1er mars 1882 (la mine est représentée).

L'extraction du calcaire sous la colline de Bídnice commence dans la première moitié du XIXe siècle. Le calcaire de cette zone est extrait à une profondeur de 70 à 80 mètres sous la surface, dans une stratification d'environ cinq mètres d'épaisseur. Les conditions sont parfaites pour l'extraction du calcaire, ce qui mène à la création de trois usines de chaux distinctes dans cette région.
Après les accords de Munich en 1938, Litoměřice est incorporé au Reich allemand sous le nom de Leitmeritz, et la mine est exploitée par Leitmeritzer AG für Kalk- und Ziegelwerke  (« Société des usines de calcaire et de brique de Litoměřice »), fondée en 1870 sous le nom de Leitmeritzer AG für Kalk- und Ziegelbrennerei  (« Société des fours à chaux et à brique de Litoměřice »). Pendant la Seconde Guerre mondiale, la mine est agrandie à partir de 1944 sous le nom de code national-socialiste (de) « Richard » pour le transfert des usines allemandes de production d'armement vers des mines souterraines (de), travail effectué principalement par les prisonniers du camp de concentration de Litoměřice (en), construit à proximité immédiate.
Après la fin de la Seconde Guerre mondiale, le complexe souterrain se trouve à différents stades de développement, allant des galeries d'origine jusqu'aux halles de production entièrement construites. Après le retrait de tous les équipements par l'Armée rouge jusqu'à la fin de 1945, la société de Chaux et de Ciment de Čížkovice met la mine en service pour la reprise de l'exploitation du calcaire. Au cours des quinze années suivantes, de nombreuses autres galeries sont creusées dans le complexe Richard I. Finalement, l'extraction souterraine de calcaire devient non rentable, et l'exploitation minière est arrêtée.

### Centre de stockage
En 1959 est soumise une des premières propositions officielles concernant l'utilisation du complexe Richard II, une galerie de l'ancienne mine de calcaire, en tant que centre de stockage de déchets radioactifs. Le centre de stockage est mis en service en 1964. En janvier 2000, la nouvelle Autorité pour le stockage des déchets radioactifs de Tchéquie (SÚRAO) prend à sa charge le centre de stockage, sous la garde de l'État. Il doit être exploité jusqu'en 2070.

## Inventaire

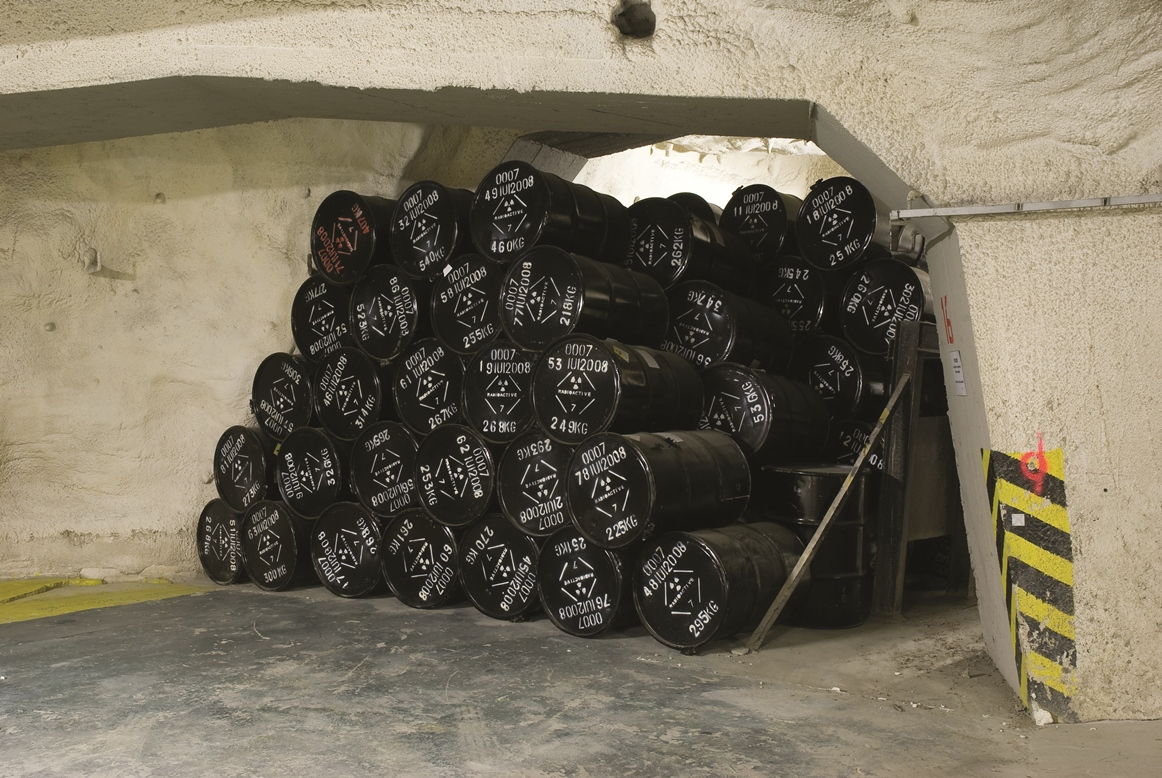
Fûts dans le centre de stockage de Richard (2008).

Les déchets radioactifs provenant de la médecine, de l'industrie et de la recherche, en tant que « déchets institutionnels » d'une part, et les déchets d'exploitation des centrales nucléaires d'autre part, sont stockés séparément en Tchéquie. Deux centres de stockage sont toujours en service pour les premiers : Richard pour le stockage définitif des déchets contenant des radionucléides produits artificiellement et Bratrství Jáchymov pour les déchets contenant des radionucléides naturels, c'est-à-dire des nucléides de la série des désintégrations de l'uranium et du thorium.
Le centre de stockage de Richard a une capacité de stockage de 10 250 m3 et est à environ 70 % en 2017. Au total, plus de 19 000 m3 sont utilisés dans la mine Richard II.
Les déchets à stocker sont conditionnés dans des fûts. En moyenne, 300 conteneurs sont apportés chaque année au centre de Richard.